# Glacier Strait (sund i Antarktis)
Glacier Strait är ett sund i Antarktis. Det ligger i Östantarktis. Nya Zeeland gör anspråk på området.